# Jakub Kochanowski
Jakub Kochanowski (Giżycko, 17 de julio de 1997) es un jugador profesional de voleibol polaco, juega de posición central.

## Palmarés

### Clubes
Supercopa de Polonia:
- 2018

### Selección nacional
Campeonato Europeo Sub-20:
- 2016
- 2014

Campeonato Europeo Sub-19:
- 2015

Festival Olímpico de la Juventud Europea:
- 2015

Campeonato Mundial Sub-19:
- 2015

Campeonato Mundial Sub-21:
- 2017

Campeonato Mundial:
- 2018[1]
- 2022

Liga de Naciones:
- 2023, 2025
- 2021
- 2022, 2024

Campeonato Europeo:
- 2023
- 2019,[2] 2021

Copa Mundial:
- 2019

## Premios individuales
- 2017: MVP Campeonato Mundial Sub-21
- 2025: MVP Liga de Naciones